# Dervíziana
Dervíziana (Derviziana) är en ort i Grekland.   Den ligger i prefekturen Nomós Ioannínon och regionen Epirus, i den centrala delen av landet, 300 km nordväst om huvudstaden Aten. Dervíziana ligger 650 meter över havet och antalet invånare är 252.
Terrängen runt Dervíziana är kuperad österut, men västerut är den bergig. Runt Dervíziana är det ganska glesbefolkat, med 40 invånare per kvadratkilometer. Närmaste större samhälle är Pappadátes, 9,4 km söder om Dervíziana. I omgivningarna runt Dervíziana växer i huvudsak blandskog.